# M형 자판

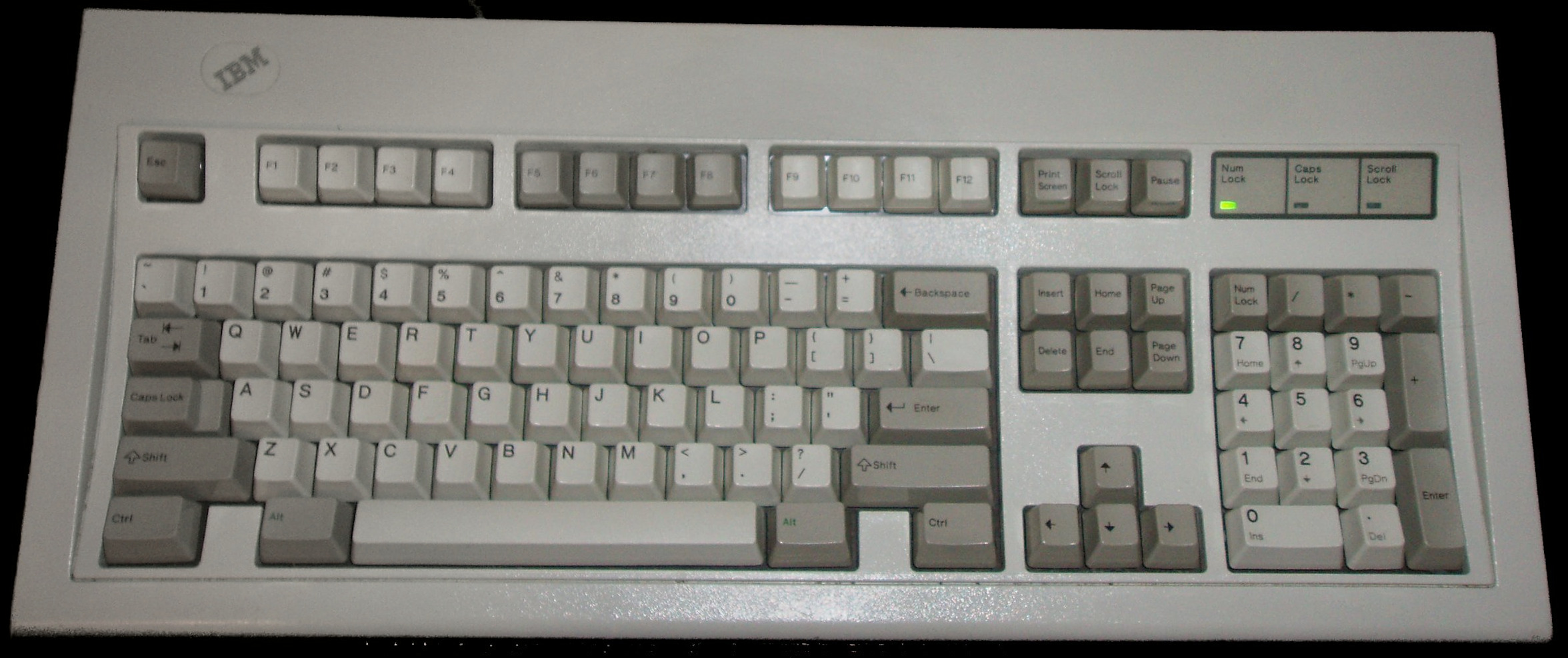
IBM 모델 M 키보드, no. 1391401, 1989년 제조

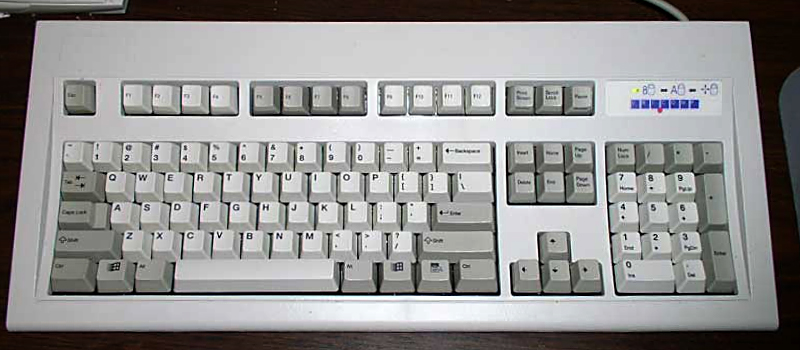
유니콤프 104 (UNI0P46) 키보드, 2005년 제조

M형 자판(Model M keyboard)은 IBM과 렉스마크(Lexmark)와 유니콤프(Unicomp), MaxiSwitch가 제조한 컴퓨터 자판의 일종으로, 1984년부터 만들기 시작했다. 이 자판의 다양한 여러 변종은 그만의 구분되는 특성을 지니는데, 거의 대다수는 버클링 스프링(buckling spring) 방식을 택하고 있고 다수는 키캡을 완전히 교환 가능하다. M형 자판은 타자시의 촉각적, 청각적인 피드백 때문에 컴퓨터 애호가들과 자판 사용이 많은 이들에게 높은 평가를 받았다.
또한 M형 자판은 내구력이 대단한 하드웨어로 인식된다. 1980년대 중반 이래로 제조된 많은 제품들은 여전히 오늘날에도 사용되고 있는 반면, 당시의 컴퓨터와 모니터는 지금은 쓸모가 없어졌다. 현재 이 디자인에 대한 권리를 지니고 있는 회사인 유니콤프는 지금도 이 자판을 판다. 최근에, 이 자판은 글을 쓰는 이들과 컴퓨터 기술자들 사이로 복귀했다. 유니콤프는 이 자판으로 이윤을 남기기에 어려움을 겪었다. 자판이 거의 고장을 일으키지 않고, 연계 소매상들이 US$69 정도의 고가의 자판을 잘 거래하지 않으려 했기 때문이다.

## 역사
M형 자판은 이 자판이 대체한 F형 자판 보다 가격대비 효율적인 자판으로 고안되었다. M형의 원형은 1984년에 생산되기 시작했고, 1980년대에는 종종 새 IBM 컴퓨터에 묶음상품으로 끼워졌다. 이 자판은 IBM이 렉싱턴(Lexington), 켄터키(Kentucky), 그리녹(Greenock), 스코틀랜드(Scotland)에 있는 자기네 공장에서 생산되었다. 또한 몇몇은 멕시코에 있는 맥시스위치 사(Maxiswitch company)의 공장에서 만들었다. 가장 일반적인 M형 변종은 제품번호 1391401인데, 이는 IBM PS/2의 자판이었다. 1987년까지, 이 자판은 탈착 가능한 AT 전선이라는 점이 특징이었다. 이후에 이들은 탈착 가능한 PS/2 전선을 묶음상품으로 주었다. 전선은 5피트(약 1.5m) 길이와 10피트(약 3m) 길이 모두 출시되었다. 대략 1994년 이후로부터, M형의 대부분은 제조비용을 절감하기 위해 탈착할 수 없는 전선을 달고 제조되었다.
1991년 3월에 IBM은 차입 투기 매점으로 렉스마크 인터내셔널(Lexmark International, Inc)를 세우려고 자판 제조 분야를 포함하여, 다수의 하드웨어 제조 분야를 투자기업인 클레이튼 앤 듀빌리어(Clayton & Dubilier, Inc)에게 넘겼다. 렉스마크는 주 고객을 IBM으로 하여 계속해서 M형 자판은 미국에 있는 렉스마크와 멕시코에 있는 맥시스위치와 스코틀랜드에 있는 IBM에서 생산되었다. 이 자판 중 다수는 52G9658, 52G9700, 82G2383, 42H1292 등등을 IBM 조립 제품번호로 갖는다. 가격 압박 때문에, 이 M형 자판 중 다수는 자판 사업에서 그 경쟁력을 향상시키기 위해 새로운 보다 낮은 가격 자판 방식으로 제조되었다. 보다 무게가 가벼운 플라스틱, 집적된 자판 전선, 그리고 균일한 키의 인쇄 색이 이 변화 중 일부를 이루었다.
1996년에, 유니콤프라고 불리는 회사가 M형 디자인을 렉스마크로부터 사들였다. 제품번호 42H1292와 유사하지만 새로 42H1292U라고 이름이 붙은 자판은 아직도 생산되고 있다. 104/105 키 배열과 리눅스 모델(Ctrl과 ⇪ Caps Lock 키, 그리고 ESC 키와 ~ 키가 서로 바뀌어 있다)과 통합 트랙포인트 포인팅 스틱이나 통합 트랙볼이 있는 모델, 그리고 POS 한정 모델을 포함하여 다른 배열도 유니콤프가 채택할 수 있는데, 이러한 것들은 내장 자기판독식 리더기가 있다. 비록 현재 유니콤프 모델들이 대략 69 USD로 판매되고 있다고는 하나, 본디 생산 모델은 컴퓨터에 열광하는 이들 뿐 아니라 수집가들 사이에서 높은 가격을 받고, 중고 단품에 150 USD 이상으로 파는 이들을 보는 것도 이상한 일은 아니다.
M형에는 수많은 변종들이 있지만, 이들 중 다수는 매우 드물다. 지금의 컴퓨터와 적절하게 의사소통하게 하는 데에는 때때로 문제가 될 수 있다. PS/2에서 USB 어댑터가 PS/2 포트가 없는 컴퓨터에 필요할 것이고, AT M형은 그에 추가로 AT에서 PS/2 어댑터가 필요하다. M형은 몇몇 어댑터가 예상하는 것보다 더 많은 전력을 뽑아내는 경향이 있어서, 몇몇 PS/2에서 USB 어댑터는 신뢰할 수 없다. 이러한 불평에 대응하여, 유니콤프는 자기네 라인업에 USB 모델을 더했다.

## 고안
사람들이 “M형"을 언급할 때에 일반적으로 인용하는 것은 제품번호 1391401인데, 이는 지금까지 가장 일반적인 M형이다. 이 향상된 자판 모델은 일반적인 M형의 무겁고 투박한 디자인뿐 아니라, 특허 받은 버클링 스프링 방식을 포함하고 있고 교환 가능한 키캡을 포함하고 있다. 이 자판은 잘 만들어진 물건으로 널리 찬사를 받고 있다. 이것의 증거는 이 자판 방식이 지난 20년 동안 거의 변하지 않은 데에 반해, PC에 있는 모든 것들의 디자인이 모니터에서 마우스까지 극적으로 변했다는 사실에서 볼 수 있다. 이 자판의 투박한 디자인(무거운 철제 후면판과 고품질의 튼튼한 플라스틱 틀을 포함하여)은 심지어 가장 혹사당한 자판조차도 쉽게 오늘날까지 살아남을 수 있게 한다. 이 자판을 독특하게 만드는 주요한 메커니즘의 스타일은 유지하는 반면, 이 자판의 다양한 모델 간에는 작은 차이점이 있다. 예를 들어 1391472 모델은 별도의 숫자패드가 없고, 많은 랩탑 자판이 그런 것처럼 주요 키의 몸체에 숫자 패드를 섞어 넣었다. 마찬가지로 초기 1390120 시리즈는 키를 잠그는 데에 대한 LED 지시등이 없다는 특징이 있었다.
M형의 대부분의 팬들은 특히 그 느낌과 소리를 높이 평가한다. 일반적인(그러나 보다 싼) 돔 스위치 방식과는 달리, M형의 버클링 스프링 방식은 사용자들에게 명확한 촉각적인 피드백(키가 압력을 받을 때의 독특한 저항력)과 청각적인 피드백(커다란 “딸깍-딸깍”이라는 특성)을 준다. 많은 사용자들은 이들이 여느 자판보다도 M형으로 더 빠르고 정확하게 타이프를 할 수 있다고 보고한다.
게다가 M형 자판은 먼지와 마모에 덜 민감하다. 먼지는 돔 스위치 자판의 적절한 작동을 방해할 것인 반면에, 버클링 스프링 방식 자판은 그 틈 사이에 떨어지는 먼지는 일반적으로 스프링 메커니즘을 방해하지 못한다. 이 메커니즘을 적절하게 작동하지 못하게 하려면 많은 양의 먼지가 축적되어야 할 것인데, 이는 발생할 가능성이 높지 않다.
대중적인 의견(National Public Radio에서 유니콤프에 대한 2009년 1월 30일 부분에서 표현된 대로)에 반해, M형의 “느낌”은 셀레트릭 타자기(Selectric typewriter) 류의 그것과 비슷하지는 않다. 셀레트릭 타자기는 눌렀을 때에 미묘한 저항력이 있고, 상대적으로 가볍고 짧은 키감이 있다. 비록 딸칵 소리가 나기는 하지만, 출력 메커니즘의 소리만큼 크지는 않다.
M형 방식에 몇몇 단점이 있다. 이 자판은 너무 무겁기 때문에, 많은 현대의 자판처럼 들고 다닐 수 없다. 소음이 문제가 되는 장소에 따라서는(공공 도서관이라던가) 부적절할 정도로 소리가 시끄럽다. 또한, 자판에 엎지른 액체는 배출되지 않고, 충분히 자판 내에 단락을 야기할 정도로 남아 있다. 42H1292 디자인과 1993 이후의 1370477과 1391401 디자인, 렉스마크와 유니콤프가 만든 것들은 이를 막기 위해 배수로가 포함되어 있다.

## 식별
IBM이나 렉스마크가 제조한 모든 M형 자판은 바닥 면에 제품번호와 개개의 일련번호와 제조 날자가 나와 있는 ID 레이블이라는 특성이 있다. 주로 자판 상단에 있는 배지의 형태로 그 범위 사이를 식별하는 다른 더 명백한 방식이 있다. 처음의 M형(제품번호 1390120이나 1390131)은 사각형 알루미늄 IBM 배지가 우측 상단 구석에 있다. 제품번호 1391401은 자판의 좌측 상단에 회색으로 글자가 쓰인 백색 타원형 IBM 로고라는 특징이 있다. 이후에 IBM 제조 자판과 이를 이어받은 1990년대 초 렉스마크 자판(1370477, 52G9658, 52G9700, 92G7453, 82G2383, 42H1292 등등)는 비슷한 타원형 배지라는 특징이 있지만 대신 회색 배경에 파란 글자가 쓰여 있다.